# توني مكنمارا
توني مكنمارا (بالإنجليزية: Tony McNamara)‏ (3 أكتوبر 1929 بليفربول في المملكة المتحدة - 30 مايو 2015 بليفربول في المملكة المتحدة) هو لاعب كرة قدم بريطاني في مركز جناح ‏. لعب مع نادي إيفرتون ونادي بوري ونادي كرو ألكساندرا ونادي ليفربول ونادي رانكورن هالتون.

## وصلات خارجية
- توني مكنمارا على موقع قاعدة بيانات كرة القدم.إي يو (الإنجليزية)